# Egidio Forcellini

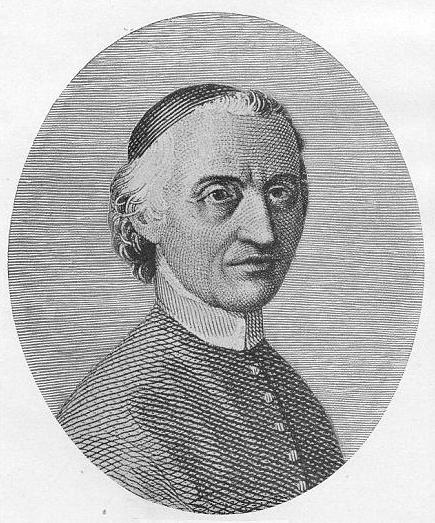
Porträt aus Alfred Gudemans Imagines philologorum nach einem Stich aus einer britischen Ausgabe des Totius Latinitatis lexicon aus dem Jahr 1825.

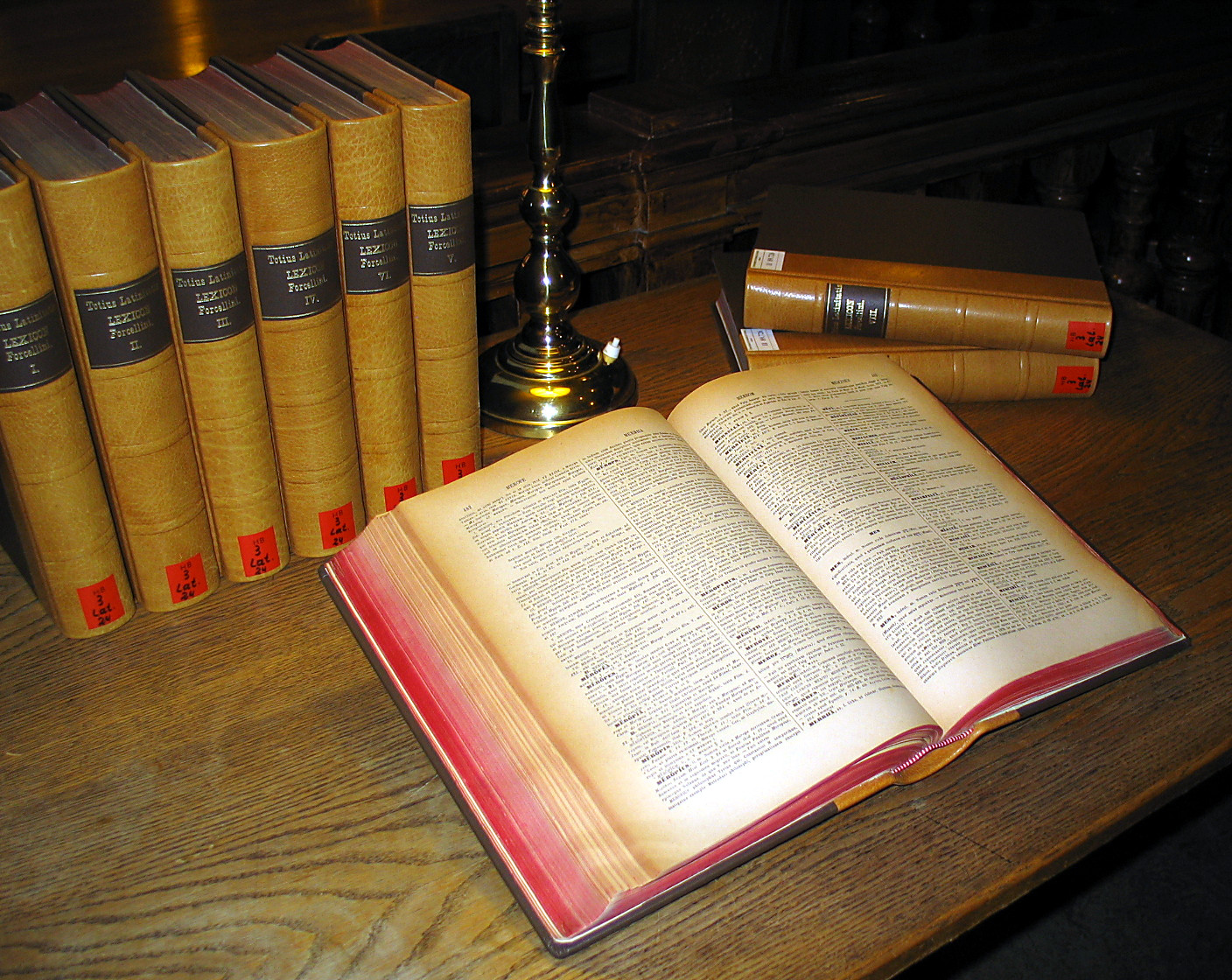
Forcellinis Lexikon in einem Nachdruck.

Egidio Forcellini (latinisiert Aegidius Forcellini; * 26. August 1688 in Fener oder in Campo, heute zu Alano di Piave; † 5. April 1768 ebenda) war ein italienischer Philologe und Lexikograph.
Egidio Forcellini stammte aus ärmlichen Verhältnissen. 1704 trat er dem Priesterseminar in Padua bei. Dort fiel er aufgrund seiner Fähigkeiten schnell dem wenig älteren Jacobo Facciolati auf und wurde er Mitarbeiter an dessen lexikalischen Arbeiten, nämlich einer überarbeiteten Neuausgabe von Cornelius Schrevelius’ Lexicon manuale Graeco-Latinum et Latino-Graecum sowie von Ambrosius Calepinus’ Dictionarium Latinum. Diese Arbeit regte Forcellini zu Überlegungen zu einem lateinischen Lexikon an, das sich am italienischen Wörterbuch der Accademia della Crusca orientiert. 1718 begann er mit der Arbeit an seinem Totius Latinitatis Lexicon, dem Lexikon der gesamten Latinität. Die Arbeit wurde in der Folgezeit immer wieder durch andere Verpflichtungen kirchlicher oder priesterlicher Natur unterbrochen. 1724 wurde er Professor der Rhetorik am Priesterseminar in Ceneda und leitete es auch bis 1731. Das Lexikon lag 1761 schließlich in Reinschrift vor. Die Veröffentlichung im Jahr 1771 erlebte Forcellini, der 1768 starb, nicht mehr. Das Lexikon hatte eine herausragende Bedeutung. Es wurde mehrfach nachgedruckt, erweitert, mit Supplementen versehen und übersetzt. Es gilt als einer der wichtigsten Vorläufer des Thesaurus Linguae Latinae. Sein Bruder Marco Forcellini war Dichter.

## Ausgaben
- Totius Latinitatis lexicon, consilio et cura Jacobi Facciolati opera et studio Aegidii Forcellini, lucubratum. 4 Bände, Typis Seminarii, Padua 1771 (Digitalisat).
- Totius Latinitatis lexicon, consilio et cura Jacobi Facciolati opera et studio Aegidii Forcellini lucubratum. In hac tertia editione auctum et emendatum a Josepho Furlanetto. 4 Bände, Typis Seminarii, Padua 1827–1831.
- Totius latinitatis lexicon, opera et studio Aegidii Forcellini lucubratum, et in hac editione post tertiam auctam et emendatam a Josepho Furlanetto alumno seminarii patavini novo ordine digestum amplissime auctum atque emendatum cura et studio Vincentii De Vit. Typis Aldinianis, Prato 1858–1879.
- Lexicon totius latinitatis J. Facciolati, Aeg. Forcellini et J. Furlanetti seminarii patavini alumnorum cura, opera et studio lucubratum nunc demum juxta opera R. Klotz, G. Freund, L. Doderlein aliorumque recentiorum auctius, emendatius melioremque in formam redactum curante doct. Francisco Corradini ejusdem seminarii alumno. Typis Seminarii, Padua 1896.